# Kościelec (Cierlicko)

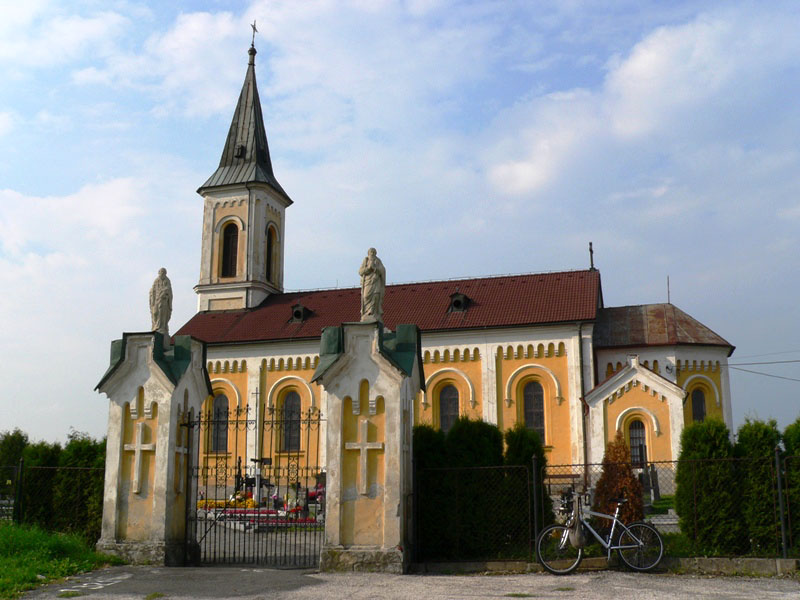
Kościół św. Wawrzyńca z posągami apostołów na bramie cmentarza

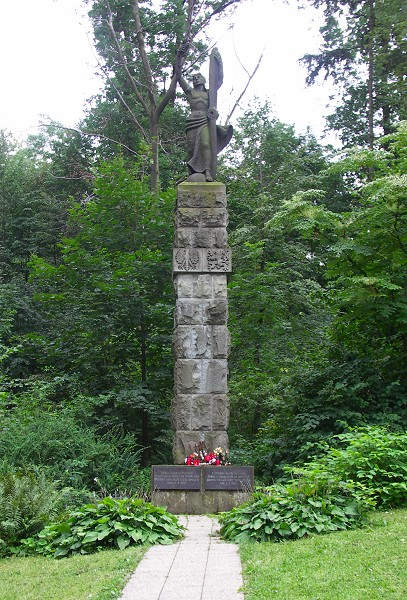
Żwirkowisko – pomnik

Kościelec ((cz.) Kostelec) – podstawowa jednostka administracyjna gminy Cierlicko w powiecie karwińskim w katastrze Cierlicko Górne w Czechach.
Kościelec o powierzchni 1,63 km² położony jest na przeciętnej wysokości 350 m n.p.m. Znajduje się tam las Kościelec, przepływa przez niego rzeczka Buczyna (Bučina). Południową częścią Kościelca biegnie droga pierwszej klasy nr 11 oraz niebieski szlak turystyczny od Zalewu Cierlickiego do Stanisłowic i trasa rowerowa nr 6100 z Koniakowa do Zalewu Cierlickiego.
W 1991 roku mieszkało tu 108 osób, dziesięć lat później już 134 osoby.

## Ciekawostki
- Rezydencja letnia Larischów[2] położona jest na południe od Kościelca przy drodze I / 11. Został zbudowany przez hrabiego Larischa w latach 1801–1804 i jest przykładem empirowej architektury wiejskiej. Jednokondygnacyjny budynek cylindryczny stanowi trzon, za którym znajdują się dwa skrzydła, z tyłu znajduje się klatka schodowa na wieżę, w której mieszkał ogrodnik opiekujący się dużym sadem, który w roku 1847 został kamiennym murem. Mur hrabia Larisch zbudował, aby dać ludziom pracę, a oni mogli zarobić trochę pieniędzy w czasie głodomoru. Dlatego nazwano go głodowym murem. Pierwotnie był wysoki 2 metry, ale z czasem popadł w ruinę i przetrwało zaledwie kilka fragmentów muru. Budynek jest własnością prywatną i nie jest ogólnodostępny.

- Kościół św. Wawrzyńca[3] i cmentarz przy drodze I / 11 – znajduje się tu brama cmentarna z kolumnami, na których znajdują się posągi apostołów św. Mateusza i św. Pawła. Obie zostały uznane za zabytki kultury. Rzeźby z piaskowca pochodzą z drugiej połowy XIX wieku.

- Madonna z Cierlicka[4] pochodzi z kościoła św. Wawrzyńca. Podczas renowacji obrazu odkryto późnogotycki obraz tablicowy z ok. 1500 roku, którego autor prawdopodobnie wywodzi się z kręgu wrocławskiego artysty Jakoba Beinharta. Po restauracji obrazu powstały ostatecznie dwie prace: późnogotycka tablica oraz kopia wotywnego obrazu w formie z XIX wieku, na którym umieszczono oryginalne aplikacje. Ta druga wersja została ponownie umieszczona w kościele św. Wawrzyńca.

- Żwirkowisko – miejsce tragicznej śmierci 11 września 1932 roku polskich pilotów Stanisława Wigury i Franciszka Żwirki.

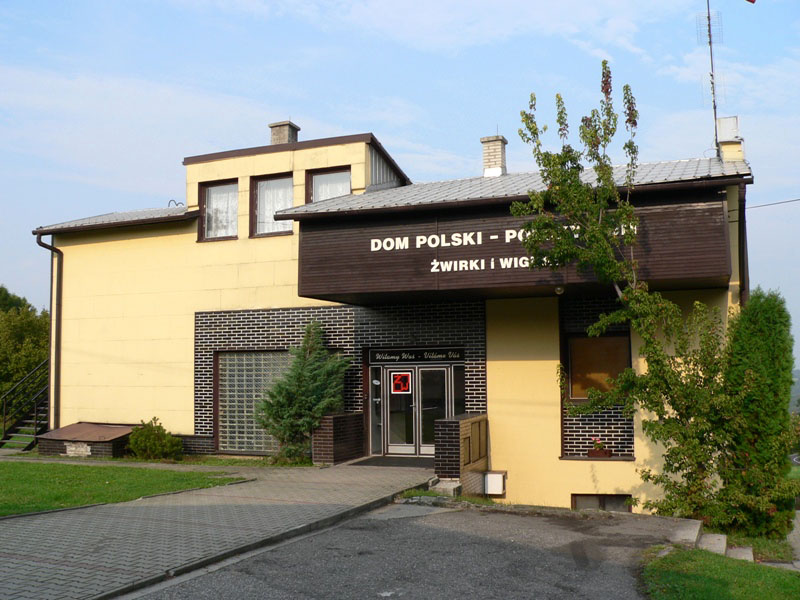
Dom Polski im. Żwirki i Wigury
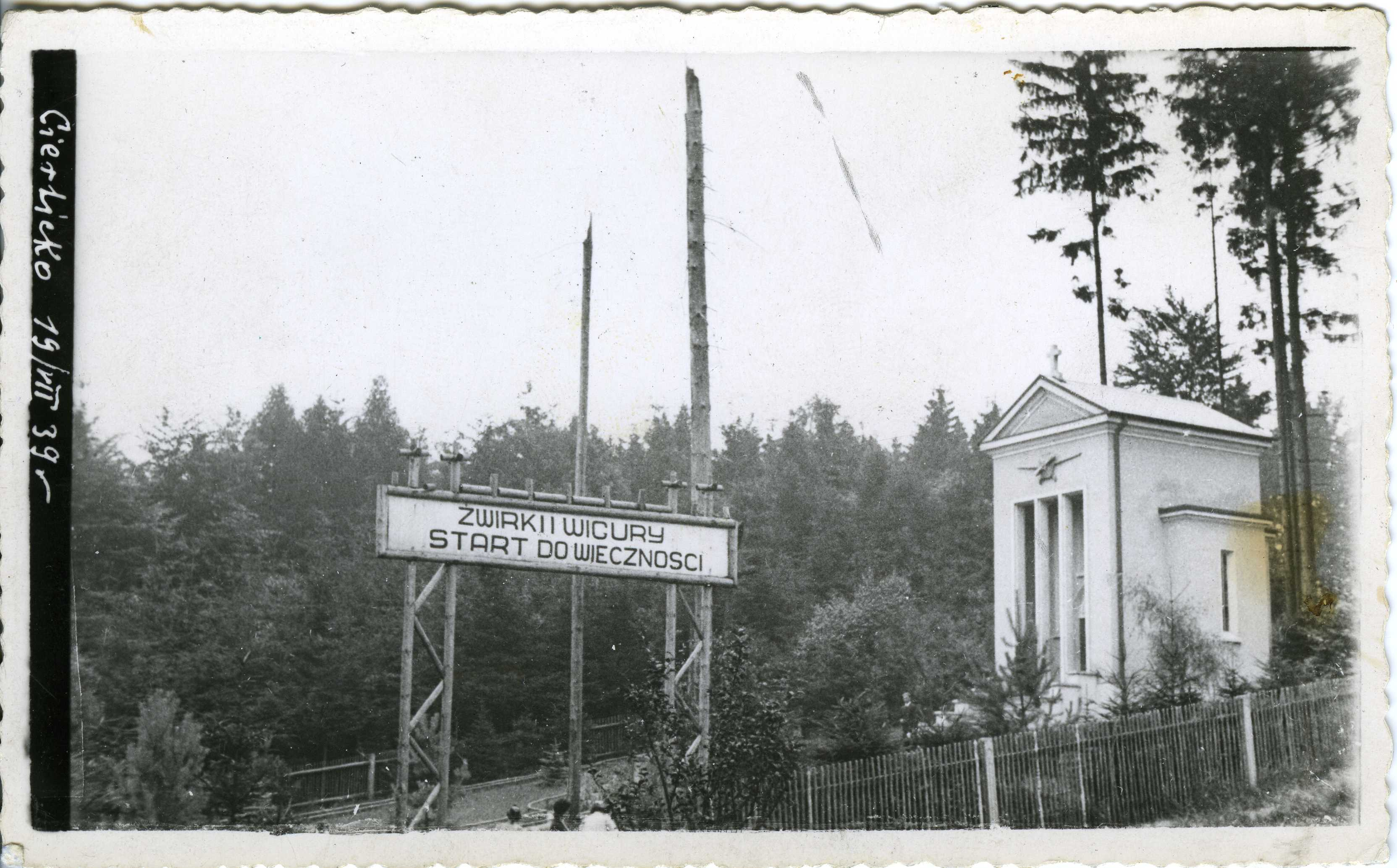
Cierlicko, mauzoleum Żwirki i Wiguryw sierpniu 1939
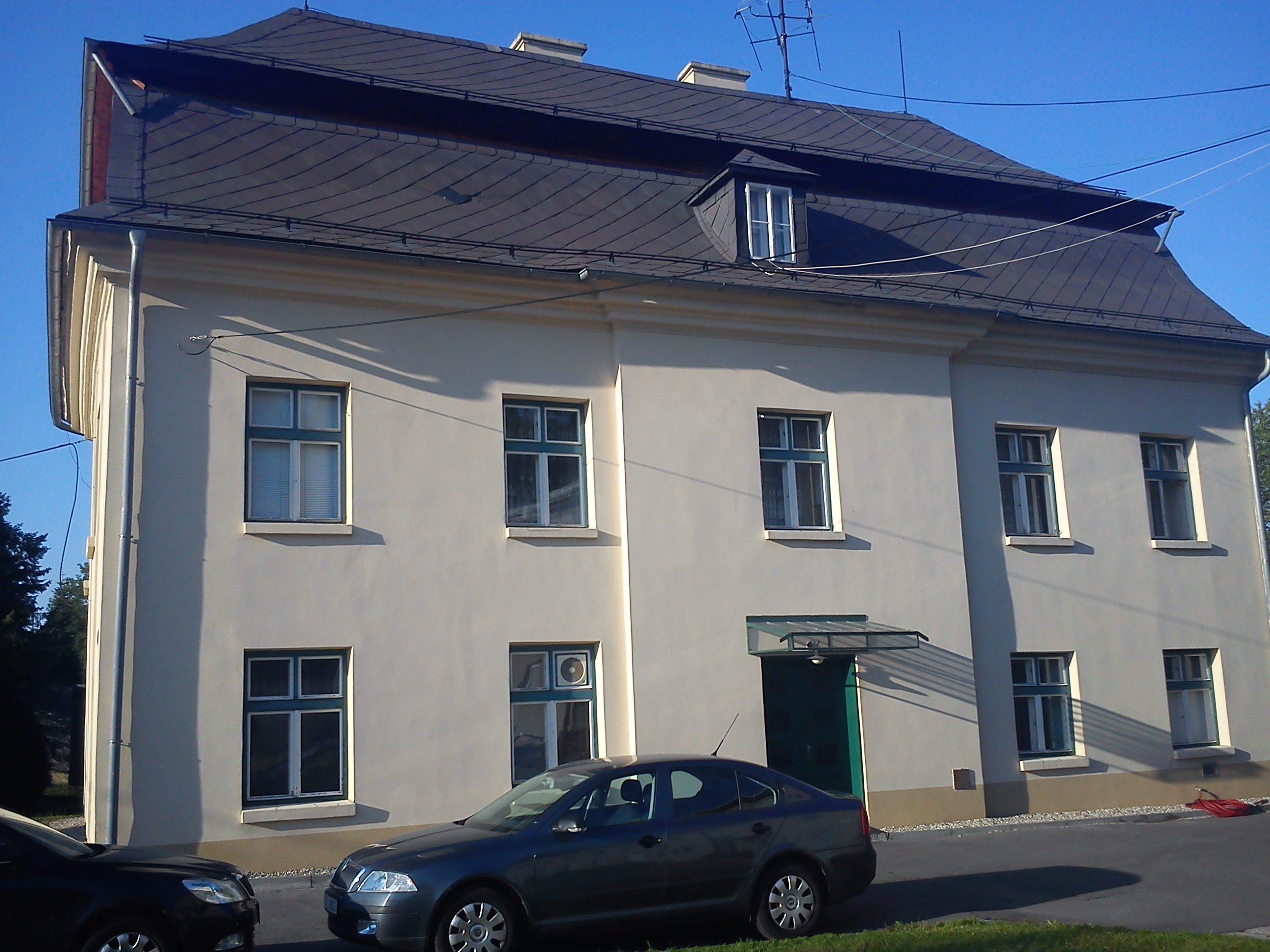
Zamek Larischa